# Кен, Томас
Томас Кен (англ. Thomas Ken; июль 1637 — 19 марта 1711) — епископ Батский.
Протестовал против введения Яковом II римско-католических обрядов, но в 1690 году не захотел принести присяги Вильгельму и Марии, за что был лишён места и умер в бедности. Им составлены: «Руководство по молитвам» (Винчестер, 1674), «Утренние и вечерние гимны» (Лонд., 1705), «Гимны и стихотворения к праздникам» (1868) и др. Собрание его сочинений издано в Лондоне (1721).